# Ollie Watkins
Oliver George Arthur Watkins (Torquay, Inglaterra, Reino Unido, 30 de diciembre de 1995) es un futbolista británico que juega de delantero en el Aston Villa F. C. de la Premier League de Inglaterra.

## Trayectoria
Formado en la cantera del Exeter City F. C., en 2014 debutó con el primer equipo, donde permaneció hasta 2017, con una cesión al Weston-super-Mare A. F. C.
En 2017 fichó por el Brentford F. C. del EFL Championship. En la temporada 2019-20 fue el pichichi de la competición, igualado con Aleksandar Mitrović, con 26 goles. En esa temporada, además, el Brentford estuvo a punto de ascender a la Premier League por primera vez en su historia, pero perdió en la final de los playoffs de ascenso por 1-2 frente al Fulham F. C. Ese sería su último partido en el club, ya que el 9 de septiembre fichó por el Aston Villa F. C. para los siguientes cinco años.

## Selección nacional
Debutó con la selección de Inglaterra el 25 de marzo de 2021 frente a San Marino en la clasificación para el Mundial de 2022, ingresando en el segundo tiempo y sellando el 5-0 final.

### Eurocopa 2024
Fue convocado por Gareth Southgate para la Eurocopa 2024. A pesar de ser suplente habitual, fue crucial para Inglaterra en la semifinal ante Países Bajos metiendo el gol del triunfo en el primer minuto del tiempo de descuento para sellar la clasificación a la final.

### Participaciones en Eurocopas
| Copa          | Sede     | Resultado  | Partidos | Goles |
| ------------- | -------- | ---------- | -------- | ----- |
| Eurocopa 2024 | Alemania | Subcampeón | 3        | 1     |

## Estadísticas

### Clubes
Actualizado al último partido disputado el 9 de noviembre de 2024.
| Club                                  | Div.          | Temporada     | Liga  | Liga  | Copas nacionales | Copas nacionales | Copas internacionales | Copas internacionales | Total | Total |
| Club                                  | Div.          | Temporada     | Part. | Goles | Part.            | Goles            | Part.                 | Goles                 | Part. | Goles |
| ------------------------------------- | ------------- | ------------- | ----- | ----- | ---------------- | ---------------- | --------------------- | --------------------- | ----- | ----- |
| Exeter City F. C. Inglaterra          | 4.ª           | 2013-14       | 1     | 0     | 0                | 0                | ―                     | ―                     | 1     | 0     |
| Exeter City F. C. Inglaterra          | 4.ª           | 2014-15       | 2     | 0     | 1                | 1                | ―                     | ―                     | 3     | 1     |
| Weston-super-Mare A. F. C. Inglaterra | 6.ª           | 2014-15       | 24    | 10    | 0                | 0                | ―                     | ―                     | 24    | 10    |
| Weston-super-Mare A. F. C. Inglaterra | Total club    | Total club    | 24    | 10    | 0                | 0                | 0                     | 0                     | 24    | 10    |
| Exeter City F. C. Inglaterra          | 3.ª           | 2015-16       | 20    | 8     | 2                | 1                | ―                     | ―                     | 22    | 9     |
| Exeter City F. C. Inglaterra          | 3.ª           | 2016-17       | 48    | 15    | 4                | 1                | ―                     | ―                     | 52    | 16    |
| Exeter City F. C. Inglaterra          | Total club    | Total club    | 71    | 23    | 7                | 3                | 0                     | 0                     | 78    | 26    |
| Brentford F. C. Inglaterra            | 2.ª           | 2017-18       | 45    | 10    | 3                | 1                | ―                     | ―                     | 48    | 11    |
| Brentford F. C. Inglaterra            | 2.ª           | 2018-19       | 41    | 10    | 4                | 2                | ―                     | ―                     | 45    | 12    |
| Brentford F. C. Inglaterra            | 2.ª           | 2019-20       | 49    | 26    | 1                | 0                | ―                     | ―                     | 50    | 26    |
| Brentford F. C. Inglaterra            | Total club    | Total club    | 135   | 46    | 8                | 3                | 0                     | 0                     | 143   | 49    |
| Aston Villa F. C. Inglaterra          | 1.ª           | 2020-21       | 37    | 14    | 3                | 2                | ―                     | ―                     | 40    | 16    |
| Aston Villa F. C. Inglaterra          | 1.ª           | 2021-22       | 35    | 11    | 1                | 0                | ―                     | ―                     | 36    | 11    |
| Aston Villa F. C. Inglaterra          | 1.ª           | 2022-23       | 37    | 15    | 3                | 1                | ―                     | ―                     | 40    | 16    |
| Aston Villa F. C. Inglaterra          | 1.ª           | 2023-24       | 37    | 19    | 4                | 0                | 12                    | 8                     | 53    | 27    |
| Aston Villa F. C. Inglaterra          | 1.ª           | 2024-25       | 11    | 5     | 0                | 0                | 4                     | 0                     | 15    | 5     |
| Aston Villa F. C. Inglaterra          | Total club    | Total club    | 157   | 64    | 11               | 3                | 16                    | 8                     | 184   | 75    |
| Total carrera                         | Total carrera | Total carrera | 387   | 143   | 26               | 9                | 16                    | 8                     | 429   | 160   |

### Hat-tricks
| 1 | 31 de diciembre de 2016  | Rodney Parade, Newport    | Newport County - Exeter City               |  | 1 - 4 | EFL Two 2016-17                      |
| 2 | 29 de septiembre de 2019 | Oakwell Stadium, Barnsley | Barnsley F. C. - Brentford F. C.           |  | 1 - 3 | EFL Championship 2019-20             |
| 3 | 4 de octubre de 2020     | Villa Park, Birmingham    | Aston Villa - Liverpool F. C.              |  | 7 - 2 | Premier League 2020-21               |
| 4 | 23 de agosto de 2023     | Easter Road, Edimburgo    | Hibernian F. C. - Aston Villa              |  | 0 - 5 | Liga Europa Conferencia UEFA 2023-24 |
| 5 | 30 de septiembre de 2023 | Villa Park, Birmingham    | Aston Villa - Brighton & Hove Albion F. C. |  | 6 - 1 | Premier League 2023-2024             |